# Trida
Trida is een Afrotropisch geslacht van vlinders van de familie van de dikkopjes (Hesperiidae), uit de onderfamilie van de Hesperiinae.

## Soorten
- T. barberae (Trimen, 1873)
- T. sarahae (Henning & Henning, 1998)